# Чистяков, Михаил Васильевич
Михаил Васильевич Чистяков (1915—1964) — командир танкового взвода 1-й лёгкой танковой бригады 7-й армии Северо-Западного фронта, младший комвзвод. Герой Советского Союза.

## Биография
Родился 11 ноября 1915 года в деревне Григорово (ныне — Максатихинского района Тверской области) в крестьянской семье. Русский. Член ВКП(б)/КПСС с 1940 года. Образование неполное среднее. Работал в колхозе, затем на хлопчатобумажном комбинате в городе Вышний Волочёк.
В Красной Армии с 1937 года. Окончил полковую школу и танковое училище. Участник советско-финской войны 1939—1940 годов. Командир танка 1-й лёгкой танковой бригады младший комвзвод Михаил Чистяков 19-20 февраля 1940 года действовал в составе ударной танковой группы в тылу противника в районах железнодорожной станции «Кямяря» и деревни Пиен-Перо. В ходе рейда советские танкисты уничтожили значительное количество живой силы и техники противника, разрушили несколько дзотов, огневых артиллерийских позиций.
Указом Президиума Верховного Совета СССР от 21 марта 1940 года «за образцовое выполнение боевых заданий командования на фронте борьбы с финской белогвардейщиной и проявленные при этом отвагу и геройство» младшему комвзводу Чистякову Михаилу Васильевичу присвоено звание Героя Советского Союза с вручением ордена Ленина и медали «Золотая Звезда».
Участник Великой Отечественной войны. В боях в районе города Старая Русса был тяжело ранен. После увольнения из армии жил и работал в городе Вышний Волочёк ныне Тверской области. Трагически погиб в автомобильной катастрофе 22 сентября 1964 года. Похоронен в Вышнем Волочке.
Награждён орденами Ленина, Красного Знамени, Отечественной войны 1-й степени, медалями. Его именем названа одна из улиц Вышнего Волочка.